# Oric Atmos
Oric ATMOS је кућни рачунар фирме Орик (Oric) који је почео да се производи у Уједињеном Краљевству током 1984. године.
Користио је 6502A микропроцесорску јединицу а РАМ меморија рачунара је имала капацитет од 16 KB или 48 KB. 

## Детаљни подаци
Детаљнији подаци о рачунару ATMOS су дати у табели испод.
|                       |                                                                       |
| [ 2 ]                 |                                                                       |
| Произвођач            | Орик                                                                  |
| Тип                   | кућни рачунар                                                         |
| Меморија              | 16 или 48                                                             |
| Поријекло             | Уједињено Краљевство                                                  |
| Година                | 1984                                                                  |
| Тастатура             | QWERTY, механичка тастатура, 58 тастера, 4 тастера смјера.            |
| Процесор              |                                                                       |
| Фреквенција процесора | 1                                                                     |
| RAM                   | 16 или 48                                                             |
| ROM                   | 16                                                                    |
| Текст                 | 40 знакова x 28 линија                                                |
| Графика               | 240 x 200 (+ 3 текст линије)                                          |
| Боја                  | 8                                                                     |
| Звук                  | Programmable Sound Generator AY-3-8912 (од фирме General Instruments) |
| Димензије             | 28 (ширина) x 17,5 (дубина) x 5,5 (висина)                            |
| Портови               |                                                                       |
| Оперативни систем     | [[]]                                                                  |